# La Chapelle-Orthemale
La Chapelle-Orthemale és un municipi francès, situat al departament de l'Indre i a la regió de Centre – Vall del Loira. L'any 2007 tenia 118 habitants.

## Demografia

### Població
El 2007 la població de fet de La Chapelle-Orthemale era de 118 persones. Hi havia 38 famílies, de les quals 8 eren unipersonals (8 homes vivint sols), 19 parelles amb fills i 11 famílies monoparentals amb fills.
La població ha evolucionat segons el següent gràfic:
Habitants censats

### Habitatges
El 2007 hi havia 58 habitatges, 46 eren l'habitatge principal de la família, 5 eren segones residències i 7 estaven desocupats. 55 eren cases i 2 eren apartaments. Dels 46 habitatges principals, 29 estaven ocupats pels seus propietaris, 10 estaven llogats i ocupats pels llogaters i 6 estaven cedits a títol gratuït; 1 tenia dues cambres, 9 en tenien tres, 14 en tenien quatre i 22 en tenien cinc o més. 39 habitatges disposaven pel capbaix d'una plaça de pàrquing. A 18 habitatges hi havia un automòbil i a 28 n'hi havia dos o més.

### Piràmide de població
La piràmide de població per edats i sexe el 2009 era:
| Homes | Edats   | Dones |
| ----- | ------- | ----- |
| 0     | 95 o +  | 0     |
| 0     | 90 a 94 | 0     |
| 0     | 85 a 89 | 0     |
| 4     | 80 a 84 | 0     |
| 4     | 75 a 79 | 4     |
| 4     | 70 a 74 | 8     |
| 0     | 65 a 69 | 0     |
| 0     | 60 a 64 | 0     |
| 0     | 55 a 59 | 0     |
| 12    | 50 a 54 | 0     |
| 4     | 45 a 49 | 4     |
| 0     | 40 a 44 | 4     |
| 4     | 35 a 39 | 4     |
| 8     | 30 a 34 | 4     |
| 4     | 25 a 29 | 4     |
| 4     | 20 a 24 | 4     |
| 4     | 15 a 19 | 4     |
| 0     | 10 a 14 | 12    |
| 0     | 5 a 9   | 0     |
| 0     | 0 a 4   | 0     |

## Economia
El 2007 la població en edat de treballar era de 78 persones, 64 eren actives i 14 eren inactives. De les 64 persones actives 61 estaven ocupades (33 homes i 28 dones) i 3 estaven aturades (2 homes i 1 dona). De les 14 persones inactives 4 estaven jubilades, 3 estaven estudiant i 7 estaven classificades com a «altres inactius».
Activitats econòmiques
Dels 4 establiments que hi havia el 2007, 1 era d'una empresa extractiva, 1 d'una empresa immobiliària i 2 d'empreses de serveis.
L'únic servei als particulars que hi havia el 2009 era una agència immobiliària.
L'any 2000 a La Chapelle-Orthemale hi havia 16 explotacions agrícoles que ocupaven un total de 1.310 hectàrees.

## Poblacions més properes
El següent diagrama mostra les poblacions més properes.